# Сиг чудський
Сиг чудський (Coregonus maraenoides) — вид сигів, родина Лососеві (Salmonidae).
Поширений у Європі в Естонії та Росії Чудсько-Псковські системі озер; вселився до озера Виртс'ярв через систему каналів. Був вселений до багатьох озер Польщі, Росії, Німеччини, Латвії, Нідерландів, Білорусі, Японії. відзначений у Ризькій затоці Балтики, в озерах Уралу, озерах Севан (Вірменія) і Балхаш (Казахстан), але нечисельний. В Україні був вдало вселений до озер Світязь і Пулемецьке (Шацькі озера).
Важлива прісноводна бентопелагічна промислова риба, до 60 см довжиною. Об'єкт аквакультури.
Вид є частиною надвиду Coregonus lavaretus sensu lato, часто не відрізняється від сига європейського.